# مؤسسه مطالعات و تحقیقات اجتماعی
مؤسسه مطالعات و تحقیقات اجتماعی اولین و مهم‌ترین مؤسسه تحقیقاتی در حوزه علوم اجتماعی دانشگاه تهران است که در سال ۱۳۳۷ تاسیس شد. از مهر ۱۳۹۹ ریاست این مؤسسه با حجت‌الاسلام والمسلمین دکتر حمید پارسانیا بود. پیش از این، از اردیبهشت ۱۳۹۸ دکتر احمد نادری ریاست مؤسسه را بر عهده داشت. از روسای پیشین موسسه باید به افرادی چون فیروز توفیق، نادر افشار نادری، عبدالحسین نیک گهر، مصطفی ازکیا، سید ضیاء هاشمی و حسین ایمانی جاجرمی اشاره کرد. 
از 27 اسفند 1403 دکتر حسین ایمانی جاجرمی از سوی رئیس دانشگاه تهران بار دیگر به عنوان رئیس موسسه انتخاب شد. 

## تاریخچه
این مؤسسه در تاریخ ۲۵ فروردین سال ۱۳۳۷ با تصویب اساسنامه آن در شورای دانشگاه تهران به ریاست دکتر غلامحسین صدیقی  و به مدیریت دکتر احسان نراقی با هدف «تربیت کادری از جوانان مملکت و تجهیز آنان به مبانی علمی و تئوری و آشنا کردن‌شان به روش‌های تحقیق» آغاز به کار کرد.
مؤسسه ابتدا به عنوان زیرمجموعه دانشکده ادبیات، در باغ نگارستان فتحعلیشاه واقع در میدان بهارستان، آغاز به کار کرد و سپس در سال ۱۳۵۱ با مؤسسه آموزش و تحقیقات تعاون (که پیشتر در سال ۱۳۴۶ تأسیس شده بود) ادغام و موجب تشکیل دانشکده علوم اجتماعی و تعاون شد.

## انتشارات
مؤسسه دارای کتابخانه‌ای با بیش از ۲۵۰۰۰ جلد کتاب و دوره‌های نایاب نشریاتی همچون دوره روزنامه ایران (۱۳۰۵ تا ۱۳۱۹) و نشریه نسوان وطنخواه (۱۳۰۲ تا ۱۳۰۵) بود. کتاب‌های نفیس مؤسسه، بعدها به کتابخانه دانشکده علوم اجتماعی واگذار شد.
علاوه براین، مؤسسه به لحاظ ماهیت پژوهشی خود، خروجی کتاب داشت. انتشارات امیرکبیر کار توزیع کتب منتشره را بر عهده داشت و تا سال ۱۳۵۰، بیش از یکصد و پنجاه اثر در زمینه علوم اجتماعی توسط مؤسسه منتشر شد. علاوه براین، مؤسسه در تهیه و تدوین طرح جامع چندین کلانشهر کشور ازجمله تهران و شیراز نقش مؤثری داشته‌است.
هم‌اکنون مؤسسه تحقیقات اجتماعی دارای یک مجله علمی پژوهشی (مطالعات و تحقیقات اجتماعی در ایران) و یک مجله علمی ترویجی است.

## چهره‌ها
از میان پژوهشگرانی که در سال‌های اولیه با مؤسسه همکاری نمودند، می‌توان به جلال آل‌احمد، حسن حبیبی، ابوالحسن بنی‌صدر، حبیب‌الله پیمان، پرویز ورجاوند، جمشید بهنام، علی‌محمد کاردان، مرتضی کتبی، غلامعباس توسلی، فیروز توفیق، شاپور راسخ، احمد اشرف، باقر ساروخانی، داور شیخاوندی، نادر افشار نادری، جواد صفی‌نژاد محمود روح‌الامینی، غلامحسین ساعدی و عباس خواجه نوری اشاره نمود که اغلب آنان طی سال‌های بعد، بر مسائل اجتماعی و سیاسی ایران اثرگذار بوده‌اند.